# المعرمة (حبيش)

تعديل مصدري - تعديل

المعرمة هي إحدى قرى عزلة جبل خضراء بمديرية حبيش التابعة لمحافظة إب، بلغ تعداد سكانها 883 نسمة حسب تعداد اليمن لعام 2004.